# Pravidelná síť
V geometrii je pravidelná síť (také pravidelná teselace či pravidelné vyplnění roviny) souvislé uspořádání pravidelných konvexních mnohoúhelníků v rovině, přičemž délky stran všech mnohoúhelníků jsou stejně velké a pořadí daných mnohoúhelníků je u všech vrcholů shodné. Například síť 3.6.3.6 je tvořena trojúhelníky a šestiúhelníky se stejnou délku strany, které jsou při vrcholu vždy střídavě dva a dva.
Existují právě tři pravidelné a osm polopravidelných sítí. Mnohoúhelníky, které tvoří tyto sítě, jsou čtverec, rovnostranný trojúhelník a pravidelný šestiúhelník, osmiúhelník a dvanáctiúhelník.

## Seznam pravidelných sítí
| Platónské a Archimedovské sítě                              | obrázek |
| ----------------------------------------------------------- | ------- |
| Čtvercová (pravoúhlá) síť 4.4.4.4 pravidelná síť            |         |
| Zkrácená čtvercová síť 4.8.8 polopravidelná síť             |         |
| Zkosená čtvercová síť 3.3.4.3.4 polopravidelná síť          |         |
| Šestiúhelníková (hexagonální) síť 6.6.6 pravidelná síť      |         |
| Trihexagonální síť 3.6.3.6 polopravidelná síť               |         |
| Zkrácená hexagonální síť 3.12.12 polopravidelná síť         |         |
| Trojúhelníková síť 3.3.3.3.3.3 pravidelná síť               |         |
| Rhombitrihexagonální síť 3.4.6.4 polopravidelná síť         |         |
| Zkrácená trihexagonální síť 4.6.12 polopravidelná síť       |         |
| Zkosená trihexagonální síť 3.3.3.3.6 polopravidelná síť     |         |
| Prodloužená trojúhelníková síť 3.3.3.4.4 polopravidelná síť |         |

## Zajímavosti

Kartézský systém souřadnic

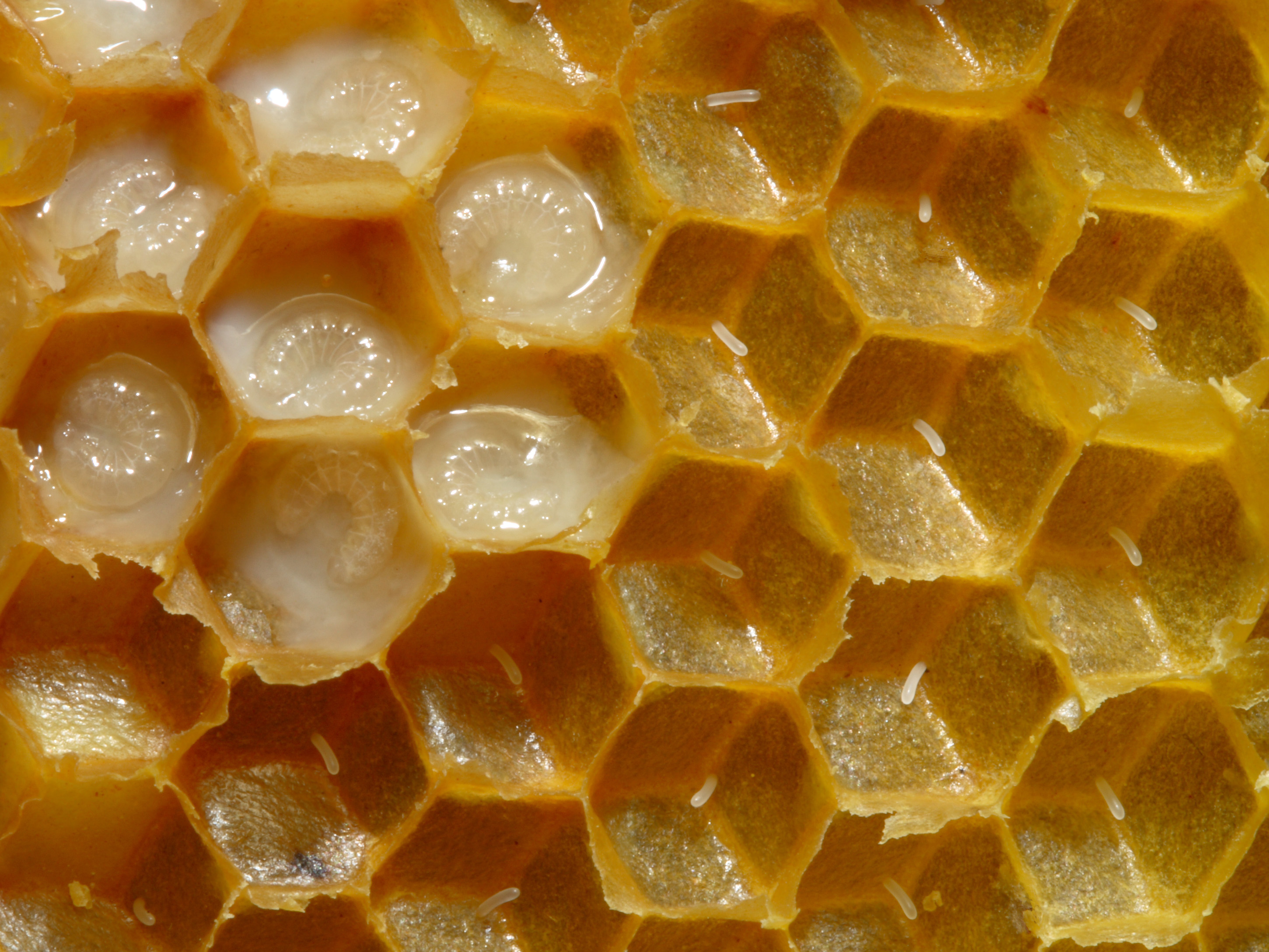
Včelí plástev

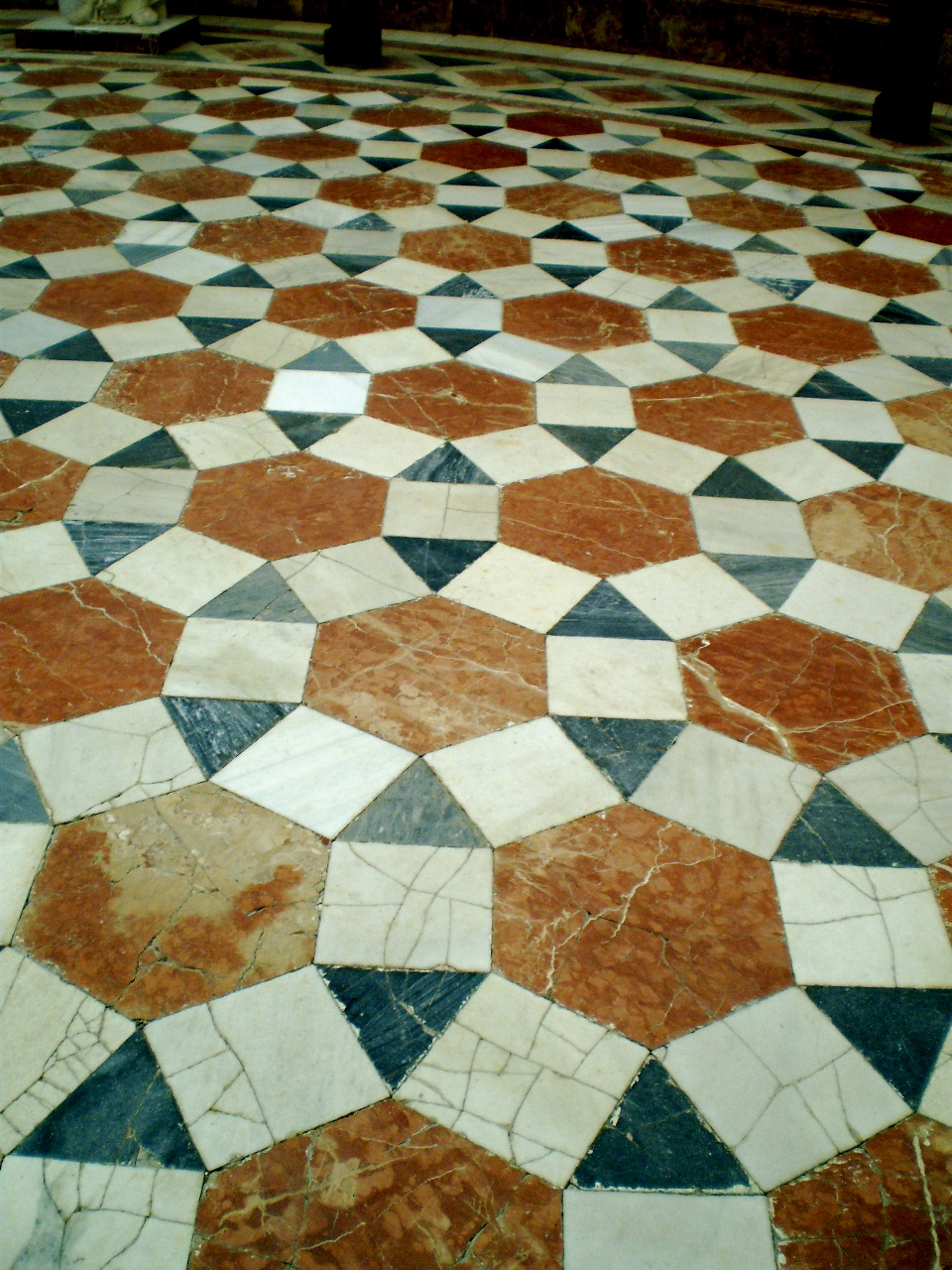
Rhombitrihexagonální podlaha kostela ve španělské Seville

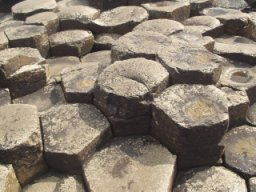
Hexagonální odlučnost čediče

Nejsnadněji sestrojitelná je pravoúhlá síť. Využívá se ve stavebnictví, jako podklad pro sešity, v matematice jako podklad pro kartézskou soustavu souřadnic. 
Hexagonální strukturu mají včelí plástve, a to díky fyzikálním vlastnostem vosku. Hexagonální odlučnost má také vyvřelá hornina čedič.